# Аммар Суая
Аммар Суая (араб. عمار السويّح, нар. 11 червня 1957, Туніс) — туніський футбольний тренер. Очолював національну збірну Тунісу на чемпіонаті світу 2002 року.

## Кар'єра тренера
Будучи футболістом виступав у нижчих туніських футбольних лігах. Довгий час працював з маловідомими місцевими клубами. Перші тренерські успіхи прийшли до Аммара в роки роботи з командою «Хаммам-Ліф». Її він вивів в еліту, а пізніше з нею здобув сенсаційну перемогу в Кубку Тунісу в 2001 році. 
Після тріумфу з 2001 по 2005 рік очолював «Етуаль дю Сахель». З ним він двічі доходив до фіналу африканської Ліги чемпіонів у 2004 і 2005 роках, але обидва програв, натомість ще до цього у 2003 році він виграв Кубок володарів кубків КАФ.
У 2002 році Аммар Суая під час чемпіонату світу керував збірною Тунісу, змінивши на цій посаді незадовго до початку турніру Анрі Мішеля. У груповому етапі національна команда під керівництвом Аммара в трьох іграх набрала всього одне очко і зайняла останнє місце в групі, після чого тренер покинув посаду. 
Після цього між 2004 та 2009 роками працював у Саудівській Аравії, де тренував команди «Аль-Кадісія», «Аль-Іттіфак» та «Ат-Таї».
У 2011 році фахівець вдруге став головним тренером збірної Тунісу, проте на цій посаді він протримався також недовго і повернувся до Саудівської Аравії, де спочатку працював з молодіжною командою «Аль-Шабаба», а 2014 року ненадовго став головним тренером першої команди.
З серпня 2015 року став тренувати туніський «Есперанс», з яким виграв другий у своїй кар'єрі Кубок Тунісу, але був звільнений у січні 2017 року.

## Досягнення
- Володар Кубку Тунісу: 2000/01, 2015/16
- Володар Кубка володарів кубків КАФ: 2003